# Telipogon dendriticus
Telipogon dendriticus är en orkidéart som beskrevs av Heinrich Gustav Reichenbach. Telipogon dendriticus ingår i släktet Telipogon och familjen orkidéer.
Artens utbredningsområde är Ecuador. Inga underarter finns listade i Catalogue of Life.